# Shiena
『Shiena』（シーナ）は、椎名へきるの1枚目のオリジナルアルバム。

## 解説
- タイトルの「Shiena」は名字の「椎名」をもじったもの。
- Sony Recordsから出されたデビューアルバム。デビューシングルより先にリリースされている。

## 収録曲
| #         | タイトル                     | 作詞       | 作曲         | 編曲       | 時間  |
| --------- | ---------------------------- | ---------- | ------------ | ---------- | ----- |
| 1.        | 「天使は東からやってくる」   | 白峰美津子 | 尾関昌也     | 京田誠一   | 4:31  |
| 2.        | 「恋よりたいせつ」           | 岡部真理子 | 小倉良       | 山川恵津子 | 4:59  |
| 3.        | 「ガールフレンド」           | 岡部真理子 | Julia        | 大坪稔明   | 5:00  |
| 4.        | 「花火」                     | 森山正子   | 小倉良       | 山川恵津子 | 4:55  |
| 5.        | 「月とライ麦」               | 川村真澄   | 山川恵津子   | 山川恵津子 | 4:43  |
| 6.        | 「あなたとふたりで風になる」 | 森山正子   | Julia        | 京田誠一   | 4:49  |
| 7.        | 「じん。ときた」             | 岩切修子   | ほたてみのる | 柿崎洋一郎 | 5:05  |
| 8.        | 「トモダチのカタチ」         | 白峰美津子 | 仁科かおり   | 京田誠一   | 5:58  |
| 9.        | 「すごく楽しい空になるのに」 | 白峰美津子 | 小倉良       | 小倉良     | 4:34  |
| 10.       | 「夜の中」                   | 岡部真理子 | 来生たかお   | 柿崎洋一郎 | 5:39  |
| 合計時間: | 合計時間:                    | 合計時間:  | 合計時間:    | 合計時間:  | 50:13 |

## ミュージシャン
| 天使は東からやってくる - E.Guitar：梶原順 - All Other Instruments：京田誠一 恋よりたいせつ - Keyboards＆Chorus：山川恵津子 - Maniplulator：中山信彦 - E.Guitar：鳥山雄司 ガールフレンド - Synthesizer Programming＆Keyboards：大坪稔明 - E.Guitar：梶原順 - Chorus：小熊ゆかり 花火 - Keyboards：山川恵津子 - Maniplulator：根岸貴幸 - E.Guitar：松原正樹 - Chorus：山川恵津子・木戸やすひろ・比山貴詠史 月とライ麦 - Keyboards：山川恵津子 - Maniplulator：中山信彦 - A.Guitar＆E.Guitar：鳥山雄司 - Chorus：山川恵津子・遠藤由美・河合夕子 | あなたとふたりで風になる - Synthesizer Programming＆Keyboards：京田誠一 - E.Guitar：古川望 - Chorus：菅井えり・遠藤由美・河合夕子 じん。ときた - Percussion：Whacho - All Other Instruments：柿崎洋一郎 トモダチのカタチ - Synthesizer Programming＆Keyboards：京田誠一 - E.Guitar：梶原順 - T.Sax：小池修 - Chorus：菅井えり・遠藤由美・河合夕子 すごく楽しい空になるのに - Synthesizer Programming,Keyboards＆A.Guitar：小倉良 - E.Guitar：高山一也 - A.Sax：山本拓夫 - Chorus：広谷順子・木戸やすひろ・比山貴詠史 夜の中 - Percussion：Whacho - All Other Instruments：柿崎洋一郎 |